# Стрілківська сільська рада (Генічеський район)
Стрілкі́вська сільська́ ра́да — адміністративно-територіальна одиниця та орган місцевого самоврядування в Генічеському районі Херсонської області. Адміністративний центр — село Стрілкове.

## Загальні відомості
Стрілківська сільська рада утворена в 1945 році.
- Територія ради: 205,923 км²
- Населення ради: 1 372 особи (станом на 2001 рік)
- Водоймища на території, підпорядкованій даній раді: Азовське море

## Населені пункти
Сільській раді підпорядковані населені пункти:
- с. Стрілкове

## Склад ради
Рада складається з 18 депутатів та голови.
- Голова ради: Пономарьов Олександр Петрович
- Секретар ради: Шерстньова Тетяна Євгенівна

### Керівний склад попередніх скликань
| Прізвище, ім'я, по батькові      | Основні відомості                                                                      | Дата обрання | Дата звільнення |
| -------------------------------- | -------------------------------------------------------------------------------------- | ------------ | --------------- |
| Бучковський Володимир Васильович | Сільський голова, 1958 року народження, безпартійний                                   | 26.03.2006   | 31.10.2010      |
| Пономарьов Олександр Петрович    | Сільський голова, 1957 року народження, освіта вища, член Комуністичної партії України | 31.10.2010   |                 |

Примітка: таблиця складена за даними сайту Верховної Ради України

### Депутати
За результатами місцевих виборів 2010 року депутатами ради стали:

#### За суб'єктами висування
| Суб'єкт висування                                       | Кількість обраних депутатів | %    |
| ------------------------------------------------------- | --------------------------- | ---- |
| Комуністична партія України                             | 7                           | 38,9 |
| Партія регіонів                                         | 4                           | 22,2 |
| Політична партія Всеукраїнське об'єднання «Батьківщина» | 3                           | 16,7 |
| Самовисування                                           | 3                           | 16,7 |
| Соціалістична партія України                            | 1                           | 5,6  |

#### За округами
| № округу                                                | Прізвище, ім'я, по батькові          | Дата визнання обраним | Освіта  | Партійна приналежність                        | Відомості про обраного депутата                            |
| ------------------------------------------------------- | ------------------------------------ | --------------------- | ------- | --------------------------------------------- | ---------------------------------------------------------- |
| Комуністична партія України                             |                                      |                       |         |                                               |                                                            |
| 1                                                       | Акінгін Михайло Олександрович        | 05.11.2010            | вища    | позапартійний                                 | база відпочинку «Альбатрос», адміністратор                 |
| 10                                                      | Кравченко Сергій Васильович          | 05.11.2010            | середня | позапартійний                                 | пансіонат «Голубе полум'я», охоронець                      |
| 11                                                      | Голод Тетяна Олексіївна              | 15.11.2010            | вища    | позапартійна                                  | Стрілківська сільська рада, спеціаліст 2-ї категорії       |
| 12                                                      | Шерстньова Тетяна Євгенівна          | 05.11.2010            | вища    | позапартійна                                  | база відпочинку «Луч», чергова                             |
| 13                                                      | Плуталова Ольга Олександрівна        | 05.11.2010            | середня | позапартійна                                  | тимчасово не працює                                        |
| 14                                                      | Меркіна Ольга Анатоліївна            | 05.11.2010            | середня | член Комуністичної партії України             | база відпочинку «Тернопільська», охоронець                 |
| 18                                                      | Голобородько Валентина Станіславівна | 05.11.2010            | вища    | член Комуністичної партії України             | дитсадок «Ластівка», завідувачка                           |
| Партія регіонів                                         |                                      |                       |         |                                               |                                                            |
| 3                                                       | Золотова Тамара Євгеніївна           | 05.11.2010            | середня | член Партії регіонів                          | Стрілківська сільська рада, секретар                       |
| 4                                                       | Козявкін Анатолій Васильович         | 05.11.2010            | середня | член Партії регіонів                          | пенсіонер                                                  |
| 5                                                       | Косарєв Роман Олегович               | 05.11.2010            | середня | член Партії регіонів                          | приватний підприємець                                      |
| 17                                                      | Василенко Дмитро Анатолійович        | 05.11.2010            | середня | член Партії регіонів                          | приватний підприємець                                      |
| Політична партія Всеукраїнське об'єднання «Батьківщина» |                                      |                       |         |                                               |                                                            |
| 2                                                       | Аметова Мерієм Серверівна            | 05.11.2010            | середня | член Всеукраїнського об'єднання «Батьківщина» | дитячий оздоровчій табір «Гренада», завідувач господарства |
| 7                                                       | Бербека Василь Євгенович             | 05.11.2010            | вища    | член Всеукраїнського об'єднання «Батьківщина» | база відпочинку «Тернопільська», завідувач                 |
| 9                                                       | Богданова Світлана Володимирівна     | 05.11.2010            | середня | член Всеукраїнського об'єднання «Батьківщина» | будинок Культури, художній керівник                        |
| Соціалістична партія України                            |                                      |                       |         |                                               |                                                            |
| 8                                                       | Самойленко Ельмаз Мустафаївна        | 05.11.2010            | вища    | член Соціалістичної партії України            | тимчасово не працює                                        |
| Самовисування                                           |                                      |                       |         |                                               |                                                            |
| 6                                                       | Давидов Микола Анатолійович          | 05.11.2010            | середня | позапартійний                                 | пенсіонер                                                  |
| 15                                                      | Кукол Наталя Миколаївна              | 05.11.2010            | вища    | позапартійна                                  | Стрілківська загальноосвітня школа, вчитель історії        |
| 16                                                      | Москаленко Алла Петрівна             | 05.11.2010            | середня | позапартійна                                  | пансіонат «Сокіл», медична сестра                          |